# Калінін Микола Артемович
Мико́ла Арте́мович Калі́нін (20 травня 1937, село Корма, Гомельська область, Білоруська РСР, СРСР — 12 лютого 1974, Мінськ, СРСР) — білоруський радянський кінорежисер.

## Біографія
Народився у с. Корма, Гомельська область, Білоруська РСР, тепер Білорусь.
Закінчив технічне училище при Мінському тракторному заводі (1955), працював на заводі. З 1956 року — асистент режисера на мінському телебаченні, з 1958 — режисер на кіностудії «Білорусьфільм».
Закінчив режисерський факультет Білоруського театрально-художнього інституту (1965), режисерські курси при МХАТі ім. М. Горького (1968).
Помер за нез'ясованих обставин в Мінську в період зйомок фільму «Бронзовий птах».

## Фільмографія
- 1963 — Третя ракета — асистент режисера
- 1964 — Через цвинтар — другий режисер
- 1965 — Місто майстрів — другий режисер
- 1968 — Кряженя (короткометражний)
- 1969 — Створи бій
- 1970 — Крах імперії — співрежисер
- 1971 — Рудобельська республіка
- 1972 — Ті, що йдуть за обрій
- 1973 — Кортик
- 1974 — Бронзовий птах